# Igli
Igli (en àrab إڭلي, Iglī; en amazic ⵉⴳⵍⵉ) és una comuna rural de la província de Taroudant, a la regió de Souss-Massa, al Marroc. Segons el cens de 2014 tenia una població total de 11.197 persones.